# Triportheus elongatus
Triportheus elongatus är en fiskart som först beskrevs av Günther, 1864.  Triportheus elongatus ingår i släktet Triportheus och familjen Characidae. Inga underarter finns listade i Catalogue of Life.